# Неморозький заказник
Неморозький заказник — ландшафтний заказник місцевого значення. Об'єкт розташований на території Звенигородського району Черкаської області, село Неморож.
Площа — 55,6 га, статус отриманий у 2009 році.
Рішенням Черкаської обласної ради від 28.11.1979 № 597 з метою збереження водно-болотних угідь з типовою рослинністю на території Неморозької сільської ради були оголошені гідрологічні заказники місцевого значення «Заболотівський» площею 14 га, «Бучинівський» площею 7,4 га, «Залужський» площею 6,2 га та «Новоселівський» площею 13 га. Рішенням Черкаської обласної ради від 10.04.2009 № 26-15/У зазначені заказники разом з прилеглими водно-болотними угіддями об'єднані у ландшафтний заказник «Неморозький».